# 德山市
德山市（日语：〔〕／ Tokuyama shi */?）是位於日本山口縣東部的一個已廢止的行政區，已於2003年4月21日與新南陽市、熊毛郡熊毛町、都濃郡鹿野町合併成周南市。不過現在周南市的主要市政設施都是延用過去德山市的設施。
二次大戰時期，日本帝國海軍所開發的人控魚雷「回天」的訓練基地設於轄區內的大津島上。也因為在戰前設有海軍燃料廠，在戰後轉變為石油相關產業，因此在轄區內有密集的工業區。

## 歷史
大和號戰艦在最後的任務菊水特攻作戰前，是在此地完成最後的燃料補給。

### 沿革
- 1889年4月1日：實施町村制，現在的轄區在當時分屬：都濃郡德山村、福川村、富田村、太華村、富岡村、加見村、久米村、大津島村、夜市村、戶田村、湯野村、須須萬村、中須村、長穗村、須金村、向道村。
- 1900年10月15日：德山村改制為德山町。
- 1912年1月1日：福川村改制為福川町。
- 1915年11月10日：富田村改制為富田町。
- 1935年10月15日：德山町改制為德山市。
- 1940年4月29日：太華村改制並改名為為櫛濱町。
- 1941年11月3日：富岡村被併入富田町。
- 1942年4月1日：加見村和久米村被併入德山市。
- 1944年4月1日：櫛濱町、富田町、福川町、大津島村、夜市村、戶田村、湯野村和德山市合併為新設置的德山市。
- 1949年8月1日：富田町從德山市獨立分出。
- 1949年9月1日：福川町從德山市獨立分出。
- 1953年10月1日：富田町和福川町合併為南陽町（後來改制為新南陽市）。
- 1954年12月1日：須須萬村、中須村、長穗村合併為都濃町。
- 1955年7月20日：須金村被廢除，轄區被分割並入都濃町和鹿野町。
- 1955年10月1日：向道村被併入德山市。
- 1966年1月1日：都濃町被併入德山市。
- 2003年4月21日：德山市、新南陽市、熊毛町、鹿野町合併為周南市。[1]

### 變遷表
| 1889年4月1日  | 1889年 - 1926年       | 1926年 - 1954年                | 1926年 - 1954年      | 1926年 - 1954年      | 1926年 - 1954年      | 1955年 - 1989年            | 1955年 - 1989年              | 1889年 - 現在        | 現在                 |  |
| ------------- | --------------------- | ------------------------------ | -------------------- | -------------------- | -------------------- | -------------------------- | ---------------------------- | -------------------- | -------------------- |  |
| 鹿野村        | 鹿野村                | 1940年11月3日 鹿野町           | 1940年11月3日 鹿野町 | 1940年11月3日 鹿野町 | 1940年11月3日 鹿野町 | 1940年11月3日 鹿野町       | 鹿野町                       | 2003年4月21日 周南市 | 2003年4月21日 周南市 |  |
| 須金村        | 須金村                | 須金村                         | 須金村               | 須金村               | 須金村               | 1955年7月20日 併入鹿野町   | 鹿野町                       | 2003年4月21日 周南市 | 2003年4月21日 周南市 |  |
| 須金村        | 須金村                | 須金村                         | 須金村               | 須金村               | 須金村               | 1955年7月20日 都濃町       | 1966年1月1日 併入德山市      | 2003年4月21日 周南市 | 2003年4月21日 周南市 |  |
| 須須萬村      | 須須萬村              | 須須萬村                       | 須須萬村             | 須須萬村             | 1954年12月1日 都濃町 | 1955年7月20日 都濃町       | 1966年1月1日 併入德山市      | 2003年4月21日 周南市 | 2003年4月21日 周南市 |  |
| 中須村        |                       |                                |                      |                      | 1954年12月1日 都濃町 | 1955年7月20日 都濃町       | 1966年1月1日 併入德山市      | 2003年4月21日 周南市 | 2003年4月21日 周南市 |  |
| 長穂村        |                       |                                |                      |                      | 1954年12月1日 都濃町 | 1955年7月20日 都濃町       | 1966年1月1日 併入德山市      | 2003年4月21日 周南市 | 2003年4月21日 周南市 |  |
| 向道村        | 向道村                | 向道村                         | 向道村               | 向道村               | 向道村               | 1955年10月1日 併入德山市   | 德山市                       | 2003年4月21日 周南市 | 2003年4月21日 周南市 |  |
| 德山村        | 1900年10月15日 德山町 | 1935年10月15日 德山市          | 1944年4月1日 德山市  | 德山市               | 德山市               | 德山市                     | 德山市                       | 2003年4月21日 周南市 | 2003年4月21日 周南市 |  |
| 加見村        | 加見村                | 1942年4月1日 併入德山市        | 1944年4月1日 德山市  | 德山市               | 德山市               | 德山市                     | 德山市                       | 2003年4月21日 周南市 | 2003年4月21日 周南市 |  |
| 久米村        |                       | 1942年4月1日 併入德山市        | 1944年4月1日 德山市  | 德山市               | 德山市               | 德山市                     | 德山市                       | 2003年4月21日 周南市 | 2003年4月21日 周南市 |  |
| 太華村        | 太華村                | 1940年4月29日 改制改名為櫛濱町 | 1944年4月1日 德山市  | 德山市               | 德山市               | 德山市                     | 德山市                       | 2003年4月21日 周南市 | 2003年4月21日 周南市 |  |
| 大津島村      |                       |                                | 1944年4月1日 德山市  | 德山市               | 德山市               | 德山市                     | 德山市                       | 2003年4月21日 周南市 | 2003年4月21日 周南市 |  |
| 夜市村        |                       |                                | 1944年4月1日 德山市  | 德山市               | 德山市               | 德山市                     | 德山市                       | 2003年4月21日 周南市 | 2003年4月21日 周南市 |  |
| 戶田村        |                       |                                | 1944年4月1日 德山市  | 德山市               | 德山市               | 德山市                     | 德山市                       | 2003年4月21日 周南市 | 2003年4月21日 周南市 |  |
| 湯野村        |                       |                                | 1944年4月1日 德山市  | 德山市               | 德山市               | 德山市                     | 德山市                       | 2003年4月21日 周南市 | 2003年4月21日 周南市 |  |
| 富田村        | 1915年11月10日 富田町 | 1915年11月10日 富田町          | 1944年4月1日 德山市  | 1949年8月1日 富田町  | 1953年10月1日 南陽町 | 1953年10月1日 南陽町       | 1970年11月1日 改制為新南陽市 | 2003年4月21日 周南市 | 2003年4月21日 周南市 |  |
| 富岡村        | 富岡村                | 1941年11月3日 併入富田町       | 1944年4月1日 德山市  | 1949年8月1日 富田町  | 1953年10月1日 南陽町 | 1953年10月1日 南陽町       | 1970年11月1日 改制為新南陽市 | 2003年4月21日 周南市 | 2003年4月21日 周南市 |  |
| 福川村        | 1912年1月1日 福川町   | 1912年1月1日 福川町            | 1944年4月1日 德山市  | 1949年9月1日 福川町  | 1953年10月1日 南陽町 | 1953年10月1日 南陽町       | 1970年11月1日 改制為新南陽市 | 2003年4月21日 周南市 | 2003年4月21日 周南市 |  |
| 佐波郡 和田村 | 佐波郡 和田村         | 佐波郡 和田村                  | 佐波郡 和田村        | 佐波郡 和田村        | 佐波郡 和田村        | 1955年11月1日 併入南陽町   | 1970年11月1日 改制為新南陽市 | 2003年4月21日 周南市 | 2003年4月21日 周南市 |  |
| 三丘村        | 三丘村                | 三丘村                         | 三丘村               | 三丘村               | 三丘村               | 1956年9月30日 合併為熊毛町 | 1956年9月30日 合併為熊毛町   | 2003年4月21日 周南市 | 2003年4月21日 周南市 |  |
| 高水村        |                       |                                |                      |                      |                      | 1956年9月30日 合併為熊毛町 | 1956年9月30日 合併為熊毛町   | 2003年4月21日 周南市 | 2003年4月21日 周南市 |  |
| 勝間村        |                       |                                |                      |                      |                      | 1956年9月30日 合併為熊毛町 | 1956年9月30日 合併為熊毛町   | 2003年4月21日 周南市 | 2003年4月21日 周南市 |  |
| 八代村        |                       |                                |                      |                      |                      | 1956年9月30日 合併為熊毛町 | 1956年9月30日 合併為熊毛町   | 2003年4月21日 周南市 | 2003年4月21日 周南市 |  |

## 交通

### 鐵路
- 西日本旅客鐵道
  - 山陽新幹線：德山車站
  - 山陽本線：櫛濱車站 - 德山車站 - （新南陽市） - 戶田車站
  - 岩德線：櫛濱車站

|  |  |
|  |  |

### 道路
高速道路
- 山陽自動車道：德山東交流道 - 德山西交流道

### 港口

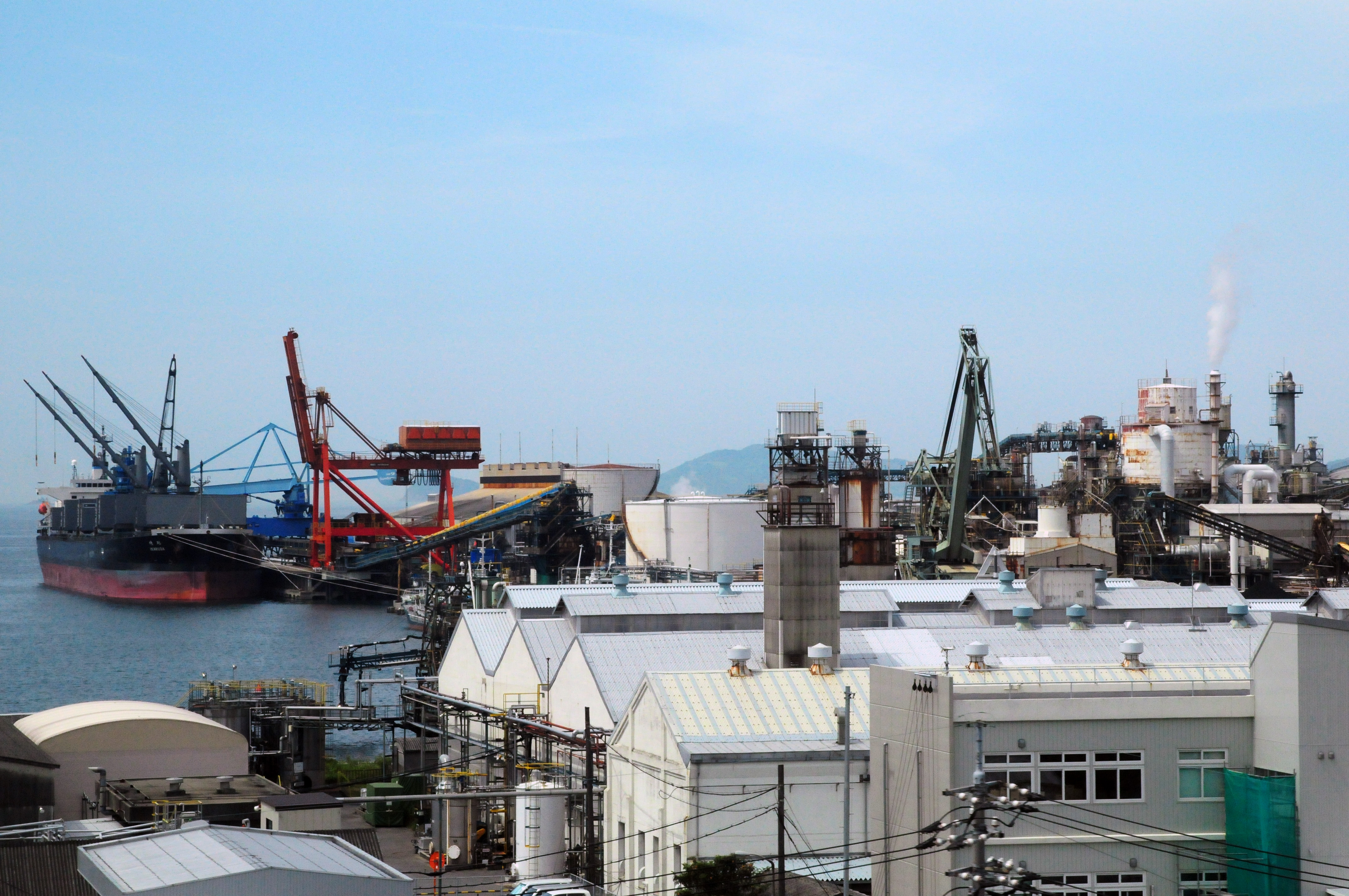
德山下松港

- 德山下松港

## 觀光
- 周南市立德山動物園
- 回天記念館（大津島）
- 湯野温泉
- 遠石八幡宮

## 教育

### 大學
- 德山大學

### 高等專門学校
- 德山工業高等專門學校

### 高等学校
- 山口縣立德山高等學校
- 山口縣立德山北高等學校
- 山口縣立德山商業高等學校
- 山口縣立德山工業高等學校
- 山口縣櫻丘高等學校

## 姊妹、友好都市

### 海外
- 圣贝尔纳多-杜坎普（巴西聖保羅州）
1974年4月23日與其締結為姊妹都市。[2]
- 湯斯維爾（澳大利亞昆士蘭省）
1990年9月30日與其締結為姊妹都市。[3]

## 本地出身之名人
- 今井麻美：配音員
- GAO：創作歌手
- 高村坂彥：前德山市長、曾任日本眾議院議員、文部省政務次官
- 高村正彥：曾任外務大臣、日本眾議院議員
- 兒玉源太郎：日俄戰爭滿州軍總參謀長、曾任台灣總督
- 貞本義行：動畫師、漫畫家
- 重廣恒夫：登山家
- 田中達也：職業足球選手、曾為日本足球代表隊選手
- 長州力：職業摔角選手
- 光田康典：作曲家